# Barnes & Noble
Barnes & Noble, Inc. é a maior livraria varejista dos Estados Unidos, operando principalmente através de sua cadeia de livrarias, Barnes & Noble Booksellers localizada na Quinta avenida de Manhattan.
A companhia opera uma pequena cadeia de pequenas lojas "B. Dalton Booksellers" em shopping centers.
A companhia é conhecida por grandes varejos de alta qualidade, muitas contendo lojas de café como a Starbucks, e por descontos competitivos de best-sellers. Muitas lojas também vendem revistas, jornais, DVDs, graphic novels, presentes, jogos, e música. Itens relacionados a video games eram vendidos na divisão varejista da companhia GameStop até outubro de 2004, quando a divisão se separou para uma companhia independente.
Desde 2 de maio de 2008, a companhia fez funcionar 798 lojas nos 50 estados de Estados Unidos e o Distrito de Columbia. Deles, 85 são divisõesB. Dalton. A companhia fechou 882 lojas B. Dalton desde 1989 e diz que eles continuarão fazendo assim.